# 国鉄170形蒸気機関車

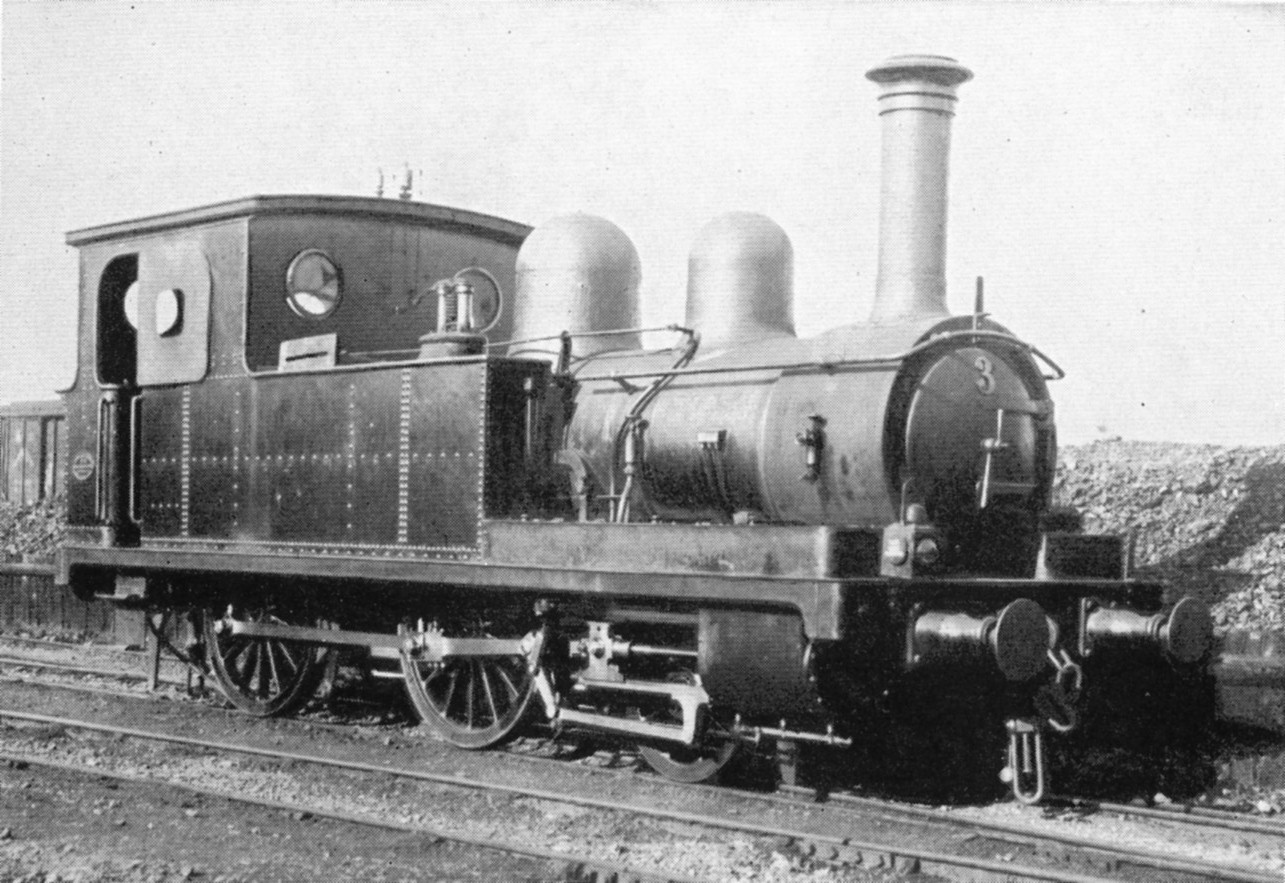
西成鉄道 3（後の鉄道院 171）

国鉄170形蒸気機関車（こくてつ170がたじょうききかんしゃ）は、かつて日本国有鉄道の前身である鉄道院に在籍したタンク式蒸気機関車である。もとは、1903年（明治36年）に、西成鉄道が汽車製造から購入したもので、1906年（明治39年）に鉄道国有法による買収により国有鉄道籍を得たものである。

## 概要
車軸配置2-4-0(1B)で2気筒単式の飽和式タンク機関車で、2両（製造番号13, 14）が製造され、3（2代目）, 1（3代目）と称した。当時、汽車製造は車軸配置2-4-2(1B1)のA10形（後の鉄道院230形）を量産していたが、このような2-4-0形機関車が例外的に製造されている。これは、1900年（明治33年）に徳島鉄道の5号（後の鉄道院180形）を製造した直後に倒産した鉄道車輛製造所の仕掛かり品2両分を譲り受けて、完成させたものと推定されている。事実、車輪、シリンダ、軸距といった主要寸法は同一である。
本機は、1909年（明治42年）に制定された鉄道院の車両形式称号規程により、170形（170, 171）に改番された。鉄道院では、1916年（大正5年）まで在籍し、廃車後は170が秋田鉄道（後の国鉄花輪線の一部）に譲渡されて、「4・2」に改番。171が白棚鉄道（後の国鉄白棚線）に譲渡され、「2」と改番された。
1934年（昭和9年）6月に秋田鉄道は国有化され、「4・2」は国有鉄道籍に復したが、どういうわけか原番号には戻らず、新形式の115形（115）とされたが、1937年（昭和12年）4月には梅鉢鉄工所に譲渡され、1950年代まで使用された。
一方の白棚鉄道2も、1938年（昭和13年）10月に白棚鉄道が国有化されたのにともない、国有鉄道に復し、こちらは原番号の171に戻された。これも1942年（昭和17年）6月に南越鉄道（後の福井鉄道南越線）に譲渡され、同社の3となったが、1949年（昭和24年）頃に廃車された。

## 主要諸元
- 全長：8,636mm
- 全高：3,658mm
- 軌間：1,067mm
- 車軸配置：2-4-0(1B)
- 動輪直径：1,372mm
- 弁装置：ジョイ式基本型
- シリンダー（直径×行程）：330mm×508mm
- ボイラー圧力：9.1kg/cm2
- 火格子面積：1.00m2
- 全伝熱面積：55.3m2
  - 煙管蒸発伝熱面積：50.1m2
  - 火室蒸発伝熱面積：5.2m2
- ボイラー水容量：1.8m3
- 機関車運転整備重量：27.72t
- 機関車空車重量：20.89t
- 機関車動輪上重量（運転整備時）：19.55t
- 機関車動輪軸重（最大・各軸均等）：9.77t
- 水タンク容量：3.17m3
- 燃料積載量：1.02t
- 機関車性能
  - シリンダ引張力：3,360kg
- ブレーキ装置：手ブレーキ、蒸気ブレーキ